# Double Springs (Alabama)
- Não confundir com Double Spring, uma região censitária no Condado de Douglas, no estado de Nevada

Double Springs é uma cidade  localizada no estado americano do Alabama, no Condado de Winston.

## Demografia
Segundo o censo americano de 2000, a sua população era de 1003 habitantes.
Em 2006, foi estimada uma população de 993, um decréscimo de 10 (-1.0%).

## Geografia
De acordo com o United States Census Bureau, a localidade tem uma área de 10,0 km², sem área coberta por água. Double Springs localiza-se a aproximadamente 241 m acima do nível do mar.

## Localidades na vizinhança
O diagrama seguinte representa as localidades num raio de 24 km ao redor de Double Springs.